# (74137) 1998 QY74
(74137) 1998 QY74 – planetoida z pasa głównego asteroid okrążająca Słońce w ciągu 4,26 lat w średniej odległości 2,63 j.a. Odkryta 24 sierpnia 1998 roku.